# Фирстенберг (Хафел)
Фирстенберг (њем. Fürstenberg/Havel) град је у њемачкој савезној држави Бранденбург. Једно је од 19 општинских средишта округа Оберхафел. Према процјени из 2010. у граду је живјело 6.442 становника. Посједује регионалну шифру (AGS) 12065084.

## Географски и демографски подаци
Фирстенберг се налази у савезној држави Бранденбург у округу Оберхафел. Град се налази на надморској висини од 53 метра. Површина општине износи 212,6 km². У самом граду је, према процјени из 2010. године, живјело 6.442 становника. Просјечна густина становништва износи 30 становника/km².